# Volker Leppin

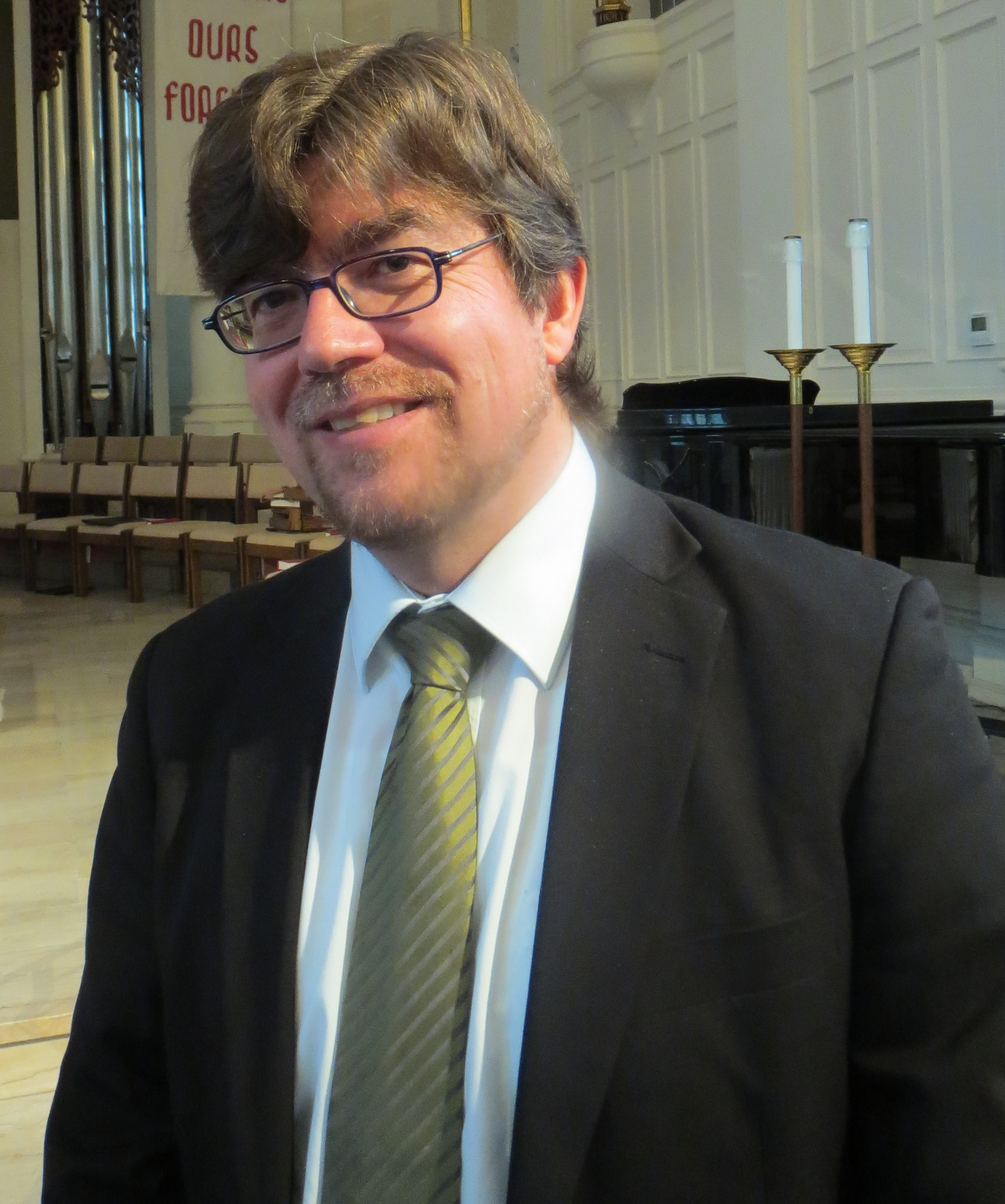
Volker Leppin (2013)

Volker Leppin (* 29. Dezember 1966 in Helmstedt) ist ein deutscher evangelischer Theologe und Professor of Historical Theology an der Yale University. Seine Forschungsschwerpunkte liegen beim Mittelalter, der Reformationszeit und der Aufklärung, in den Themen Scholastik und Mystik und bei der Person und Theologie Martin Luthers.

## Leben
Volker Leppin wuchs als Sohn eines Pfarrers an der Elisabethkirche in Marburg auf. Hier besuchte er das altsprachliche Gymnasium Philippinum. Ab 1985 studierte er, gefördert durch die Studienstiftung des deutschen Volkes, Theologie und Germanistik in Marburg, an der Dormitio-Abtei in Jerusalem und in Heidelberg. 1994 wurde er in Heidelberg bei Gottfried Seebaß mit einer Arbeit über die Theologie Wilhelms von Ockham promoviert. 1997 habilitierte er sich in Heidelberg. Er vertrat zwischen 1998 und 2000 den Lehrstuhl in Frankfurt am Main, bevor er 2000 einen Ruf an die Universität Jena auf den Lehrstuhl für Kirchengeschichte annahm. Einen Ruf an die Universität Leipzig lehnte Leppin Anfang 2009 ab. Im Sommer 2010 nahm er einen Ruf an die Universität Tübingen an (Nachfolge von Ulrich Köpf), wo er seit dem Wintersemester 2010/11 bis 2021 lehrte. 2014 bis 2020 war er hier Sprecher bzw. Ko-Sprecher des Graduiertenkollegs „Religiöses Wissen im vormodernen Europa (800–1800)“ und 2019 bis 2021 Dekan der Evangelisch-Theologischen Fakultät in Tübingen. 2021 wurde er Horace Tracy Pitkin Professor of Historical Theology an der Yale University.
Leppin ist Mitglied in verschiedenen Gesellschaften und Vereinen, seit 2006 ist er Mitglied der Sächsischen Akademie der Wissenschaften, seit 2012 Mitglied der Heidelberger Akademie der Wissenschaften, seit 2022 Mitglied der European Academy of Sciences and Arts. Außerdem ist er Mitherausgeber der Zeitschrift für Kirchengeschichte, der Arbeiten zur Kirchen- und Theologiegeschichte, der Forschungen zur Kirchen- und Dogmengeschichte, der Studien zur christlichen Religions- und Kulturgeschichte und Hauptherausgeber der Reihe Spätmittelalter, Humanismus und Reformation. Von 2008 bis 2021 war er Wissenschaftlicher Leiter des Ökumenischen Arbeitskreises evangelischer und katholischer Theologen (ÖAK), von 2012 bis 2021 war er Mitglied des Vorstands des Evangelischen Bundes Württemberg. 2001 wurde er ordiniert und war von 2019 bis 2021 Frühprediger in der Stiftskirche Tübingen. Seit 2016 gehört er der Kammer für Theologie der EKD an. Von 2011 bis 2017 war er zudem Präsident des interdisziplinären Mediävistenverbands.
Volker Leppin ist verheiratet und hat vier Kinder. Sein Bruder, der Leibnizpreisträger Hartmut Leppin, ist als Professor für Alte Geschichte an der Johann Wolfgang Goethe-Universität Frankfurt am Main tätig.

## Forschung
Leppin gehört zu den wenigen evangelischen Theologen, die einen ausgeprägten Forschungsschwerpunkt im Mittelalter haben. Neben der Scholastik und Mystik des späten Mittelalters gehören die Biographie und Theologie Martin Luthers und Huldrych Zwinglis sowie die Aufklärung zu seinen Interessengebieten. Theoretischer Leitbegriff seiner Interpretationen ist „Transformation“, der „nicht nur das Moment der Kontinuität, sondern auch das der Änderung“ umfassen soll. Mit ihm wendet er sich gegen Vorstellungen einer bruchartigen Erneuerung durch die Reformation und plädiert stattdessen für den „Gedanke[n] allmählichen Wandels“.
Von seinen zahlreichen Büchern und Aufsätzen ist besonders seine thesenfreudige Luther-Biographie aus dem Jahr 2006 zu erwähnen, die 2017 in die dritte Auflage gegangen ist. In ihr geht er scharf quellenkritisch mit der autobiographischen Überlieferung des Reformators um und ordnet diesen in seinen spätmittelalterlichen Hintergrund ein. Seine Abweichungen vom evangelischen Mainstream sind vielfach scharfer, auch polemischer Kritik ausgesetzt und haben so Auswirkungen auf den Reformationsdeutungs-Streit. Sie haben aber auch grundlegende Debatten über das Verhältnis von Biographie und Theologie ausgelöst. Eine Gesamtschau seiner Auffassung zur Bedeutung der spätmittelalterlichen Theologie und Frömmigkeit für die Reformation bietet seine Aufsatzsammlung Transformationen von 2015 sowie, für ein breiteres Publikum, sein Buch Die fremde Reformation von 2016.
Vor dem Hintergrund seiner historischen Forschungen hat er sich schon früh für eine ökumenische Gestaltung des Reformationsjubiläums eingesetzt. Entsprechend hat er die Studie Reformation 1517–2017 des ÖAK mit herausgegeben, die ein ökumenisches Gesamtbild der Reformation zeichnet, und war an der Erarbeitung der Studie Erinnerung heilen – Jesus Christus bezeugen beteiligt, die den Prozess eines „Healing of Memories“ zwischen EKD und Deutscher Bischofskonferenz begründet. Er gehört auch zu den Mitautoren der Studie „Gemeinsam am Tisch des Herrn“, die die Möglichkeit gegenseitiger Einladung zum Abendmahl zwischen Katholiken und Protestanten eröffnet, und hat diese gegen Kritik aus dem Vatikan verteidigt. In jüngerer Zeit hat er sich auch dafür eingesetzt, aus der Kritik an Luthers Haltung zu den Juden Folgerungen für ein evangelisches Verständnis des Judentums als Geschwisterreligion zu ziehen.
In seinem im September 2018 erschienenen Buch über Franz von Assisi betont er die Schwierigkeit, einen historischen Franziskus unter den vielfältigen Quellen herauszufinden. Besonderen Wert legt er auf die Kirchlichkeit des Reformers. Mit seinem Buch Repräsentation und Reenactement hat er 2021 eine Theorie zum Verständnis spätmittelalterlicher Frömmigkeit vorgelegt, die um die Frage der Gegenwart des Heiligen im Irdischen kreist.

## Ehrungen
- 1995: Ruprecht-Karls-Preis der Stiftung Universität Heidelberg
- 1996: Hanns-Lilje-Preis der Akademie der Wissenschaften zu Göttingen
- 1999: Gerhard-Hess-Preis der Deutschen Forschungsgemeinschaft
- 2020: Verleihung der Ehrendoktorwürde der Philosophischen Fakultät in Solidarität mit der Theologischen Fakultät der Universität Freiburg (Schweiz)

## Schriften (Auswahl)
- Geglaubte Wahrheit. Das Theologieverständnis Wilhelms von Ockham (= FKDG. Bd. 63). Vandenhoeck & Ruprecht, Göttingen 1995, ISBN 3-525-55173-8.
- Reformation (= Kirchen- und Theologiegeschichte in Quellen. Bd. 3). Neukirchener Verlag, Neukirchen-Vluyn 2005, ISBN 3-7887-2120-0.
- Luther privat. Sohn, Vater, Ehemann. Wissenschaftliche Buchgesellschaft, Darmstadt 2006.
- Theologie im Mittelalter (= Kirchengeschichte in Einzeldarstellungen. Bd. I/11). Evangelische Verlagsanstalt, Leipzig 2007, ISBN 3-374-02516-1.
- Die christliche Mystik. C. H. Beck, München 2007, ISBN 3-406-53615-8.
- Die Wittenberger Reformation und der Prozess der Transformation kultureller zu institutionellen Polaritäten (= Sitzungsberichte der Sächsischen Akademie der Wissenschaften zu Leipzig. Philologisch-historische Klasse. Bd. 140/4), Leipzig / Stuttgart 2008, ISBN 3-7776-1587-0.
- De connexione virtutum, Lateinisch-Deutsch, Über die Verknüpfung der Tugenden. Wilhelm von Ockham, übersetzt und eingeleitet von Volker Leppin. Herder, Freiburg im Breisgau 2008, ISBN 978-3-451-28711-4.
- Das Zeitalter der Reformation. Eine Welt im Übergang. Theiss Verlag, Darmstadt 2009, ISBN 3-8062-2108-1.
- Thomas von Aquin (= Zugänge zum Denken des Mittelalters. Bd. 5). Aschendorff, Münster 2009, ISBN 3-402-15671-7.
- „Cusa ist hie auch ein Lutheraner?“ Theologie und Reform bei Nikolaus von Kues – eine evangelische Annäherung (= Trierer Cusanus Lecture. Bd. 15). Paulinus,  Trier 2009, ISBN 978-3-7902-1483-3.
- Martin Luther 2. Auflage. Primus Verlag, Darmstadt 2010, ISBN 3-89678-576-1.
- Geschichte der christlichen Kirchen. Von den Aposteln bis heute. C. H. Beck, München 2010, ISBN 978-3-406-60573-4.
- Geschichte des mittelalterlichen Christentums. Mohr Siebeck, Tübingen 2012, ISBN 978-3-16-150677-2.
- Wilhelm von Ockham. Gelehrter, Streiter, Bettelmönch. 2. Aufl. Primus Verlag, Darmstadt 2012, ISBN 978-3-89678-476-6.
- Die Reformation. Wissenschaftliche Buchgesellschaft, Darmstadt 2013, ISBN 978-3-534-15122-6.
- Transformationen. Studien zu den Wandlungsprozessen in Theologie und Frömmigkeit zwischen Spätmittelalter und Reformation. Mohr Siebeck, Tübingen 2015, ISBN 978-3-16-152820-0.
- Die fremde Reformation. Luthers mystische Wurzeln. C.H. Beck, München 2016, ISBN 978-3-406-69081-5.
- Franziskus von Assisi. Wbg Theiss, Darmstadt 2018, ISBN 978-3-8062-3817-4
- Ruhen in Gott. Eine Geschichte der christlichen Mystik. C.H. Beck, München 2021, ISBN 978-3-406-77375-4.
- Repräsentation und Reenactment. Spätmittelalterliche Frömmigkeit verstehen. Mohr Siebeck, Tübingen 2021, ISBN 978-3-16-160133-0.